# À nous les garçons
Pour plus de détails, voir Fiche technique et Distribution.
À nous les garçons est un film français réalisé par Michel Lang, sorti en 1985.

## Synopsis
À dix-sept ans, le corps est prêt à aimer et à être aimé, Stéphanie et Véronique ont le cœur grand comme leur imagination. Et les deux amies que tout semble séparer hors la complicité s'éprennent du même garçon, Cyril. Bien entendu, chacune d'elles aime Cyril à sa manière. La première, plus délurée, se l'approprie en femme ; la seconde, plus réservée, le possède en rêve. Cependant toutes deux s'investissent avec la même violence dans leur passion naissante : l'une affichée, l'autre tenue secrète. Passent les mois d'hiver, arrivent les vacances de Pâques. Stéphanie et Véronique partent à l'Île-aux-Moines en compagnie de Laurence, la mère de Stéphanie. L'arrivée impromptue de Cyril et de son ami Tony vient à nouveau brouiller les cartes du jeu amoureux. De retour à Paris, parents et enfants, la tête un rien chiffonnée, se laisseront enfin guider, qui par les choix de son cœur, qui par les choix de sa raison. Le moment est venu pour Véronique et Cyril de s'avouer leur amour. Mais il reste encore un pas important à franchir. Amsterdam et un match de hockey leur en fourniront l'occasion.

## Fiche technique
- Titre original : À nous les garçons
- Réalisation : Michel Lang
- Assistant réalisateur : Frédéric Schoendoerffer
- Scénario : Michel Lang
- Production : Jo Siritzky
- Société de production : SEDPA et TF1 Films Productions
- Musique : Michel Bernholc
- Photographie : Daniel Gaudry
- Montage : Hélène Plemiannikov
- Décors : Michel Grimaud et Gérard James
- Distribution : AAA
- Format : Couleur (Fujicolor)
- Genre : comédie
- Pays d'origine :  France
- Durée : 102 minutes
- Budget :
- Date de sortie : France : 9 janvier 1985

## Distribution
- Valérie Allain : Stéphanie
- Sophie Carle : Véronique
- Franck Dubosc : Cyril
- Éric Elmosnino : Tony
- Roland Giraud : Alex
- Claire Vernet : Laurence
- Henri Guybet : Georges
- Roger Trapp : Le chauffeur de taxi
- Jean-Noël Brouté : Marc
- Amélie Prévost : Isabelle
- Amandine Rajau : Pauline
- Marianne Borgo
- Blanche Ravalec : Daphné
- Jacqueline Noëlle
- Jacqueline Dufranne : La prof de théâtre
- Jean-Claude Bourbault : David Goldman, le dentiste voisin de palier
- Cécile Auclert : Marie-Laure
- Annabelle Mouloudji : Fille de Marcel Mouloudji
- Yves Jouffroy : Jean-Luc
- Nathalie Mazeas : Anne
- Etienne De Balasy : Bertrand
- Vincent Siegrist : Thibault
- Daniel Elevé : Baudoin
- Bérangère Jean : Agnès
- Virginie Klein : Sidonie
- Jesse Garon : "Elvis"
- Sonia Vareuil : Une des petites copines de Goldman
- Philippe Victor : Jean-Hervé

## Bande originale
- Sag warum - Camillo Felgen
- Où c'était - Claude Barzotti
- Rain - Richard Cocciante
- Carole - Jesse Garon
- Pourquoi - Jean-Luc Lahaye
- Elle préfère l'amour en mer - Philippe Lavil
- Caroline - New Dice
- With You (Nous Deux) - Jesse Garon
- Ciao My Love, Good-Bye - Laurie Destal et Daniel Ferrero
- What'd I Say - Ray Charles
- Blue Suede Shoes - Carl Perkins
- My True Love - Jack Scott
- Personality de Lloyd Price et Harold Logan

## Autour du film
- Premiers rôles au cinéma pour Éric Elmosnino et Franck Dubosc.